# АГ-11
АГ-11 — подводная лодка российского императорского флота, головной корабль в серии из пяти лодок проекта Holland-602F, изготовленных в США и приобретённых для Балтийского флота Российской империи. В 1916—1917 годах входила в состав Балтийского флота, участвовала в Первой мировой войне. Взорвана экипажем в 1918 году при оставлении Ханко.

## История строительства
Подводная лодка АГ-11 была построена в 1915 году для КВМФ Великобритании по проекту фирмы «Electric Boat Co» на судоверфи «Barnet Yard» в Ванкувере. 18 (31) августа 1915 года приобретена АО «Ноблесснер» по заказу Морведа России. В том же году в разобранном виде доставлена морским путём во Владивосток, а оттуда по железной дороге в Петроград на Балтийский завод для достройки. Перезаложена 15 (28) мая 1916 года, и 4 (17) июня зачислена в списки кораблей Балтийского флота, 10 (23) июня включена в состав 4-го дивизиона подводных лодок. В августе 1916 года спущена на воду, затем успешно прошла сдаточные испытания в Кронштадте, Бьёркезунде и Ревеле, 2 (15) сентября 1916 года вступила в строй. Артиллерийского вооружения не имела, кроме торпедных аппаратов была вооружена лишь пулемётом.

## История службы
6 (19) сентября 1916 года подняла военно-морской флаг и приступила к службе и обучению личного состава, базировалась на Ревель. К началу ноября достигла боеготовности. 27 ноября (10 декабря) 1916 года вышла в боевой поход в западную часть Финского залива, заняла позицию между островом Осмуссаар и полуостровом Ханко, в процессе несения дозора отрабатывала торпедные атаки. Зимой 1916—1917 года находилась на заводе «Ноблесснер», где на лодке устранялись выявленные недостатки и было установлено 47-мм орудие системы Гочкиса.

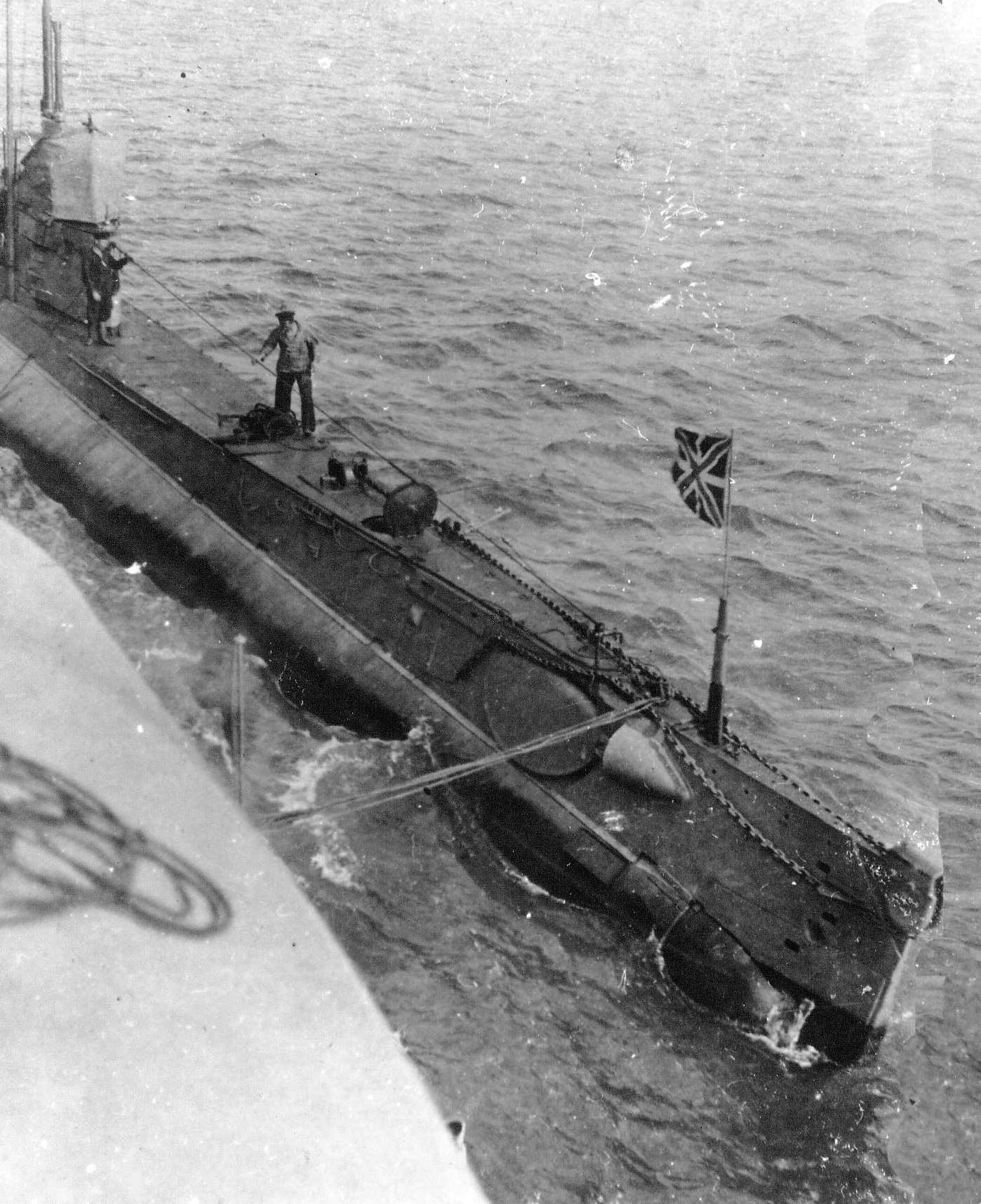
АГ-11 у борта плавбазы, 1917 год. На носу — гюйс Российского императорского флота

В 1917 году совершила пять боевых походов, успехов не имела, единственная из пяти лодок дивизиона имела столкновение с противником — в одном из походов обнаружила девять немецких транспортов, идущих под охраной шведских миноносцев и строго придерживавшихся территориальных вод Швеции. В атаку не выходила. Вместе с дивизионом и плавбазой «Оланд» базировалась на остров Люм.
С октября 1917 года вошла в состав Красного флота, базировалась на Рогекюль (ныне деревня Рохукюла, Хаапсалу, Эстония). С декабря в походы не выходила, для зимовки перебазировалась в Ханко. 3 апреля 1918 года немцы высадили у Ханко десант в 9500 человек под командованием Рюдигера фон дер Гольца. Так как порт был заперт льдом, а ледокол отсутствовал, то команда АГ-11 чтобы избежать захвата корабля противником была вынуждена взорвать свою лодку и эвакуироваться в Гельсингфорс поездом.
В 1924 году остов АГ-11 был поднят финскими водолазами и впоследствии разделан на металл.

## Командиры
- 26 июня 1916 — 15 ноября 1917: лейтенант Михаил Владимирович Копьёв[3]. В подводном плавании с 1912 года, вместе с подводной лодкой «Сом» служил в Сибирской флотилии, затем на Чёрном море, после на Балтике. В 1915 году принимал разобранные лодки типа «АГ» во Владивостоке. В 1917 году произведён в старшие лейтенанты и назначен командиром дивизиона подводных лодок типа «АГ» вместо пошедшего на повышение графа Келлера.
- 15 ноября 1917 — 3 апреля 1918: лейтенант Николай Мефодиевич Китаев[4]. Водолазный специалист, в подводном плавании с 1915 года, служил на подводных лодках типа «Барс», командовал подводной лодкой «Щука», после чего заменил Копьёва в связи с его повышением.